# Estadi de la Vallée du Cher
L'Estadi de la Vallée du Cher és un estadi polivalent a Tours, França. Actualment s'utilitza principalment per a partits de futbol i és l'estadi local del Tours FC. L'estadi té capacitat per a 16.247 persones i es va construir l'any 1978.